# Coup de chapeau au passé
Albums de Dalida
J'attendrai
(1975) Femme est la nuit
(1976)
Coup de chapeau au passé est le dixième album de Dalida paru en 1976 chez Sonopresse. Au début de l'année, la chanteuse sort J'attendrai, adaptant une ancienne chanson d'avant guerre sur un tempo disco actuel. Surfant sur le succès remporté par la chanson, Orlando fait enregistrer à Dalida un album complet de reprises d'anciennes chansons. Cet album offrira à Dalida un autre de ses succès de la décennie Besame mucho. 
Elle adapte donc à un tempo actuel des chansons de Charles Trenet, Édith Piaf, Rina Ketty, Carmen Miranda, Lucienne Boyer, Jacques Prévert. L'album sera un franc succès et sera réissu à de nombreuses reprises au cours des années qui suivront.

## Face A
- La mer
- La vie en rose
- Parlez-moi d'amour, mon amour
- Maman
- Que reste-t-il de nos amours ?

## Face B
- Besame mucho
- Les feuilles mortes
- J'attendrai
- Le petit bonheur
- Amor, amor
- Tico, tico

En 1980, l'album est réédité avec une chanson supplémentaire Tu m'as déclaré l'amour.

## Singles

### France
- Besame mucho/Parlez moi d'amour, mon amour
- Le petit bonheur/Tu m'as déclaré l'amour

### Italie
- Il piccolo amore/Ciao come stai

### Royaume-Uni
- J'attendrai/Pour ne pas vivre seul (ici la version française de "j'attendrai" est similaire à la version allemande)

### Allemagne
- Besame mucho/Ne lui dis pas

### Japon
- Besame mucho/Les feuilles mortes

## Sortie
Cet album sort dans différents pays en 1976 :
- Brésil (RGE), Brésil réédition (Lupson)

- Canada (Able)

- Espagne (Poplandia)

- Grèce (Phillips)

- Japon (Sevens seas)

- Pays-Bas (Oméga)

- Portugal (Discòfilo)

- Turquie (Yanki)

## Classement hebdomadaire
| Année | Single           | Classement | Classement | Classement | Classement            |       |
| Année | Single           | [ 1 ]      | [*]        | [ 1 ]      | Drapeau de la Turquie | [ 3 ] |
| ----- | ---------------- | ---------- | ---------- | ---------- | --------------------- | ----- |
| 1976  | J'attendrai      | 1          | 4          | 9          | -                     | 2     |
| 1976  | Bésame mucho     | 7          | 27         | -          | 10                    | 2     |
| 1976  | Le petit bonheur | 11         | -          | -          | -                     | -     |